# Balaton Park Circuit
Der Balaton Park Circuit ist eine permanente Motorsport-Rennstrecke in Ungarn. Die nach FIA Grad 1 gebaute Anlage liegt am östlichen Ende des Balaton und wurde im Mai 2023 eröffnet.
Sie liegt etwa 2 km südlich der Ortschaft Balatonfőkajár und 3 km östlich der Gemeinde Balatonakarattya im Kreis Balatonalmádi im Komitat Veszprém in der Nähe zur Autobahn M7. Die ungarische Hauptstadt Budapest ist ca. 95 km entfernt.

## Geschichte
Der Balaton Park Circuit ist bereits der zweite Versuch, in der grenznahen Region am Balaton eine Rennstrecke zu etablieren. Während der Balatonring noch vor der Fertigstellung 2009 in die Insolvenz ging, wurde mit dem Bau des Balaton Park 2015 nach langjähriger Planung mit einer Bausumme von 200 Mio. Forint begonnen. Die Rennstrecke wurde im Mai 2023 fertiggestellt und eröffnet. Wie auf der Nordschleife kann man das eigene Kraftfahrzeug bei bestimmten Anlässen auf der Strecke bewegen. Zusätzlich bietet die Rennstrecke auch die Möglichkeit, mit dem Fahrrad auf der Rennstrecke zu fahren. Als erste Rennserie gastierte vom 6. bis 8. Oktober 2023 die Zentraleuropäische Formel-4-Meisterschaft (CEZ) auf dem Balaton Park Circuit.
Auf der Motorradvariante wird Ende Juli 2025 die Superbike-Weltmeisterschaft als erste internationale Rennserie gastieren. Die Motorrad-Weltmeisterschaft wird einen Monat später, Ende August, auf der Strecke zu Gast sein.
Ende Juni 2025 testeten Fahrer der Superbike-Weltmeisterschaft und der Motorrad-Weltmeisterschaft die Rennstrecke vor dem geplanten Debüt. Es waren insgesamt 13 Superbike-WM-Piloten vertreten, darunter alle Werksfahrer von BMW, Bimota, Ducati und Honda. Gefahren wurde mit modifizierten Serienmaschinen, da das Reglement die Testfahrten mit den WM-Maschinen beschränkte. Zur selben Gelegenheit testeten ebenfalls alle fünf MotoGP-Werksteams mit ihren Testfahrern für Michelin die Strecke.

## Streckenbeschreibung
Die 4,115 km lange Strecke ist 12 bis 15 m breit, hat 10 Links- sowie 6 Rechtskurven und wird entgegen dem Uhrzeigersinn befahren. Die Anlage hat 48 Boxen mit den Abmessungen 11 × 4 m  und umfasst V. I. P.-Lounges, ein Mediacenter ein Medical-Center und 2 zusätzliche Paddocks für Rahmenserien. Die einzige Tribüne ist derzeit auf ca. 10.000 Sitze ausgelegt. Ein Vier-Sterne-Hotel mit 145 Zimmern befindet sich auf dem Gelände der Anlage.

### Streckenbeschreibung Motorradvariante
Die Strecke wurde 2025 an einigen Stellen umgebaut und stellenweise neu asphaltiert, um die Homologation für die Austragung von Motorradrennen zu erhalten. Ziel war es die gefahrenen Geschwindigkeiten an einigen Abschnitten zu senken. Dazu wurden einige Kurven neu gestaltet, bzw. mit Schikanen ausgestattet. Aus Kurve 7, eigentlich ein weiter Rechtsbogen, wurde ein Doppelknick bestehend aus den Kurven 7 und 8. In Kurve 11, im ursprünglichen Layout ein weiter Linksbogen, der zum letzten Streckenabschnitt führt, wurde eine Links-Rechts-Schikane hinzugefügt. Der letzte Abschnitt, bestehend aus der Kurvenkombination 12, 13, 14, 15 und 16, die zusammen ein Fünfeck bilden, wurde durch eine simplere Kombination aus einer Rechts-Links-Schikane und darauf folgend ein Linksknick, der auf die Start-Ziel-Gerade führt, ersetzt. Durch die engere Kurvenwahl fallen die Auslaufzonen entsprechend größer aus. Die Umbaumaßnahmen führen dazu, dass die Strecke nun geringfügig kürzer ist als das ursprünglich vorgesehene Layout (4,075 km statt 4,115 km), stattdessen mit 7 Linkskurven und 10 Rechtskurven jedoch eine Kurve mehr aufweist. 

## Kritik
Während der Testtage im Juni 2025 kam Kritik auf; Fahrer klagten über unzumutbare Asphaltbedingungen. Stellenweise löste sich der neu verlegte Asphalt unter der Last der MotoGP-Maschinen. Teilweise brachen ganze Brocken aus der Streckenoberfläche. Als Reaktion wurden in der ersten Juliwoche die betroffenen Stellen repariert. Hinzu kam Kritik am Layout der Strecke. Durch den Einbau der Schikanen sei die Strecke langsam und es käme kein schöner Fluss zustande. Das läge auch an der langsamen Durchschnittsgeschwindigkeit von nur etwa 148 km/h mit einer MotoGP-Maschine. Damit wäre der Balaton Park Circuit die langsamste Rennstrecke im MotoGP-Kalender.